# هنري سميث (سياسي أمريكي)
هنري سميث (بالإنجليزية: Henry Smith)‏ هو سياسي أمريكي، ولد في 20 مايو 1788 في كنتاكي في الولايات المتحدة، وتوفي في 4 مارس 1851 في مقاطعة لوس أنجلوس في الولايات المتحدة.